# Fiord de Forth
El Fiord de Forth (en anglès Firth of Forth, en gaèlic escocès Abhainn Dhubh, que significa "riu negre") és l'estuari, o fiord, de diversos rius escocesos, inclòs el riu Forth. Es troba amb el mar del Nord amb Fife a la costa nord i Lothian al sud.

## Nom
Firth és un parent de fiord, una paraula nòrdica que significa una entrada estreta.
Forth prové del nom del riu; això és *Vo-rit-ia (funció lenta) en protocelta, donant a Foirthe en gaèlic antic i Gweryd en gal·lès.
Va ser conegut com a Bodotria a l'època romana. A la mitologia nòrdica es coneixia com Myrkvifiörd. Un primer nom gal·lès és Merin Iodeo, o el "Mar de Iudeu".
Al Firth of Forth es troben nombroses illes, entre les quals destaquen:
- Bass Rock
- Craigleith
- Cramond
- Eyebroughy
- Fidra
- Inchcolm
- Inchgarvie
- Inchkeith
- Inchmickery